# جون كيرشاو
جون كيرشاو (بالإنجليزية: John Kershaw)‏ (12 يناير 1854 - 29 نوفمبر 1903) هو لاعب كريكت بريطاني (وحمل سابقاً جنسية المملكة المتحدة لبريطانيا العظمى وأيرلندا).